# Hugh Green (martyr)
Pour les articles homonymes, voir Hugh Green et Green.
Hugh Green (connu aussi sous les noms de Ferdinand Brooks ou de Ferdinand Brown), né en 1584 à Londres et mort le 19 août 1642 à Dorchester dans le Dorset, est un prêtre anglais arrêté et exécuté sous le règne de Charles Ier.

## Biographie
Né dans une famille anglicane, il est diplômé du college Peterhouse de Cambridge en 1605. Dans des circonstances qui nous sont inconnues, il se convertit au catholicisme et décide de partir pour le continent afin d'être préparé et ordonné prêtre. Inscrit au collège anglais de Douai en 1610, il réfléchit un temps à se faire franciscain - il est en contact avec les capucins - mais finalement renonce. Ordonné prêtre en 1612, il retourne en Angleterre et exerce son ministère dans le Dorset. Il est par ailleurs hébergé au château de Chideock (de). Pendant plus de 30 ans, il semble avoir pu travailler librement, profitant d'une période de relative tolérance à l'égard des catholiques. La situation change lorsque Charles Ier en 1642, pour satisfaire le camp protestant, décide de l'expulsion de tous les clercs catholiques du royaume. Hugh Green hésite à partir. Finalement, acceptant l'idée d'exil, il part mais est arrêté à Lyme Regis, le délais d'un mois donné aux prêtres ayant expiré. Il est enfermé dans la prison Dorchester. Jugé, il est condamné à mort. Il est exécuté de manière atroce.

## Vénération
Reconnu comme un martyr catholique, il est béatifié en 15 décembre 1929 par le pape Pie XI. Vénéré par l'Église catholique, il est fêté le 19 août et est compté dans la liste des Martyrs de Douai et des Cent sept martyrs d'Angleterre et du pays de Galles